# Pinus orizabensis
Pinus orizabensis (Сосна орісабська) — вид роду сосна родини соснових.

## Опис
Це мале і середніх розмірів дерево, що досягає 8–10 метрів у висоту і з діаметром стовбура до 50 см. Кора темно-коричневого кольору, з густими і глибокими тріщинами біля основи стовбура. Листя («голки») знаходяться в змішаних пучках до трьох-чотирьох років, стрункі, 3–6 см завдовжки, і темно-зеленого до синьо-зеленого кольору, з продихами приурочені до яскраво-білими смугами на внутрішній поверхні.

### Шишки
Шишки округлі до яйцеподібних, 4–7 см завдовжки і 3–5 см шириною, коли закриті, спочатку зелені, при дозріванні жовто-коричневі, дозрівають 16–18 місяців, і лише невелика кількість тонких лусочок, як правило, 6–18 родючі в масштабах. Шишки відкриваються до 5–7 см шириною, коли зрілі, тримаючи насіння після відкриття.
Насіння 12–15 мм завдовжки, з товстою оболонкою, рожевого ендосперму, з рудиментарним 2 мм крилом. Сойка, яка використовує насіння як основний харчовий ресурс, а деякі з них зберігають насіння не використовуючи і які можуть перерости в нові дерева.

## Поширення
Країни зростання:
Мексика.